# Bank of America Plaza
El Bank of America Plaza es un rascacielos situado en Atlanta. Con una altura de 312 metros, es considerado el rascacielos más alto de la metrópoli. Tiene 55 pisos de oficinas y se terminó en 1992, cuando fue llamado Nations Bank Building.
Construido en tan sólo 1 año (uno de los programas de construcción más rápidos en rascacielos de más de 300 m de altura) y con un coste de 150 millones de dólares, su imponente aspecto se ve realzado por el oscuro color de su revestimiento exterior. Se remonta hacia el cielo con las líneas verticales que refuerzan su altura con abundante oficinas generadoras de ingresos. Está ubicado sobre 1497 hectáreas de terreno de la calle Peachtree, orientado a las esquinas de las calles en un ángulo de 45° para potenciar las vistas hacia el norte y el sur.
Tiene un obelisco en forma de aguja de 27,43 m en su cúspide, imitando la forma de todo el rascacielos. La mayor parte de esta aguja está cubierta por oro de 23 quilates. La pirámide de vigas abiertas de acero bajo el obelisco resplandece con un brillo anaranjado por la noche debido a la luz.
El rascacielos fue adquirido por Cousins Properties y diseñado por la firma arquitectónica Kevin Roche, John Dinkeloo & Associates. Pertenece y es utilizado por el Bank of America.
Entre los residentes de Atlanta se le conoce familiarmente como el «rascacielo lápiz», por su semejanza con un lápiz. Dos estaciones de baja potencia de televisión comparten actualmente una antena en la parte superior del rascacielos: la WANN-LP (32) y la WDTA-LP (53).